# Inaguakolibri
Inaguakolibri (Nesophlox lyrura) är en fågel i familjen kolibrier.

## Utbredning och systematik
Den förekommer enbart på ön Great Inagua i Bahamas. Tidigare behandlades den som underart till bahamakolibrin och vissa gör det fortfarande. Båda arterna placerades tidigare i släktet Calliphlox, men genetiska studier visar att de endast är avlägset släkt med ametistskogsjuvelen (Calliphlox amethystina) som är typart för släktet.

## Status
Arten har ett mycket litet utbredningsområde, men beståndet tros vara stabilt. IUCN kategoriserar den som livskraftig.